# Рушійний добір
Руші́йний до́бі́р — одна з форм природного добору. Поняття було обґрунтоване Ч. Дарвіном, є одним з найважливіших механізмів біологічної еволюції.

## Механізм дії та наслідки
Рушійний добір відбувається за умови повільних змін умов довкілля у певному напрямку або під час пристосувань організмів до нових умов у разі розширення ареалу. У цьому випадку особини з ознаками, які відхиляються в певний бік від середнього значення, отримують переваги; інші варіації ознаки (її відхилення у протилежний бік від середнього значення) піддаються елімінації. У результаті в популяції від покоління до покоління відбувається зсув середньої величини ознаки в певному напрямку — змінюється норма реакції. Таким чином, рушійний добір проявляється у вигляді стійкої та, певною мірою, спрямованої зміни частот алелей (генотипів, фенотипів) в популяції. У той же час тиск рушійного відбору повинен відповідати пристосувальним можливостям популяції і швидкості мутаційних змін (в іншому випадку тиск середовища може призвести до вимирання).
Генетичною основою рушійного добору є спадкова мінливість популяції, а екологічні причини — зміна умов довкілля.
На відміну від стабілізуючого добору, зміни частот зустріваності різних алелей і закріплення нових мутацій в генофонді швидко відбивається на фенотиповому вигляді популяції.

Норма реакції до початку дії природного добору (зображений стрілочкою)
Наслідок дії рушійного добору — зміщення норми реакції

## Різновиди
Виділяють наступні різновиди рушійного добору:
- Спрямований — полягає у виживанні і розмноженні адаптивних відхилень від норми в тривалих і односпрямованих змінах зовнішнього середовища.
- Транзитивний (перехідний) — полягає у виживанні і більш інтенсивному розмноженні особин спочатку нечисленної форми, яка отримує перевагу над численною. Діє стрибкоподібно.

## Приклади
- Явище індустріального меланізму у комах. Являє собою різке підвищення частки меланістичних (що мають темне забарвлення) особин в тих популяціях комах (наприклад, метеликів), які мешкають в промислових районах. Через промисловий вплив стовбури дерев стають значно темнішими, а також гинуть світлі лишайники, через що світлі метелики стають краще помітними для птахів, а темні — гірше. У XX столітті в ряді районів частка темних метеликів в деяких добре вивчених популяціях березового п'ядуна в Англії досягла 95%, в той час як вперше темна форма цього метелика (morfa carbonaria) була виявлена в 1848 році. В Англії за останні 120 років із 700 видів метеликів близько 70 змінили своє світле забарвлення на темніше.
- Популяція краба Carcinus maenas. Після побудови молу в гавані Плімут [(США]) швидкість циркуляції води уповільнилася, що призвело до її більшої каламутності. При цьому замість особин крабів з широким головогрудним щитком більшого поширення набули краби з вузьким щитком. Досліди в акваріумі підтвердили припущення, що у останніх зябра більш захищені та вони краще виживають у каламутній воді.
- Кінцівки тварин. Під час освоєння ґрунту як середовища існування у різних неспоріднених груп тварин кінцівки перетворилися на копальні (вовчок звичайний, жуки-гнойовики, кроти тощо).
- Втрата ознаки. В умовах функціональної непридатності органу (або його частини) природний добір сприяє їхній редукції. Наприклад, втрата крил у частини птахів і комах, пальців у копитних, кінцівок у змій, очей у печерних тварин, коренів і листків у рослин-паразитів. Матеріал для дії рушійного добору у цьому випадку постачається різного роду мутаціями, які призводять до дезінтеграції організму і порушенню системи кореляцій.
- Розвиток і поширення стійкості до антибіотиків у бактерій і стійкості до пестицидів у рослин та комах. За останні 50 років зареєстровано більше 2500 випадків адаптації комах-шкідників до різних пестицидів.